# The Reign
The Reign es el sexto álbum de estudio de la banda de rock estadounidense Hinder, el álbum fue lanzado el 11 de agosto de 2017 a través de The End Records.

## Antecedentes y grabación
Después de tocar en un show en el lugar "Ziggy's By The Sea" en Wilmington, Carolina del Norte, el grupo hizo una entrevista con The Baltimore Sun y habló sobre el lugar de la banda en el transcurso del año pasado. El grupo declaró que no tenían más remedio que encontrar un nuevo cantante principal para mantener viva a la banda. La banda continuó diciendo que el cambio en los cantantes fue un nuevo comienzo tanto para Hinder como para Austin John, y que están buscando otra canción exitosa tan grande como "Lips of an Angel".
También se anunció durante la entrevista con el Baltimore Sun que la banda confirmó que el grupo lanzaría un EP acústico sin título y un álbum de estudio de larga duración con todo el material original nuevo. Los proyectos debían lanzarse en 2016. El 9 de octubre de 2016, la banda publicó fotos del estudio en sus cuentas oficiales de Facebook e Instagram, y anunció que estaban en el estudio trabajando en su sexto álbum de estudio con la pianista y compositora Sarah Thiele.
La banda lanzó el primer sencillo de su próximo sexto álbum de estudio titulado "Remember Me" a través de Loudwire el 19 de abril de 2017. El sencillo fue lanzado el 28 de abril de 2017.

## Lista de canciones
| N.º | Título                | Duración |  |
| 1.  | «The Reign»           | 3:12     |  |
| 2.  | «Burn It Down»        | 3:37     |  |
| 3.  | «King of the Letdown» | 3:15     |  |
| 4.  | «Remember Me»         | 3:15     |  |
| 5.  | «Too Late»            | 4:26     |  |
| 6.  | «Another Way Out»     | 3:37     |  |
| 7.  | «Making It Hard»      | 3:34     |  |
| 8.  | «Drink You Away»      | 3:33     |  |
| 9.  | «Play to Win»         | 3:45     |  |
| 10. | «Long Gone»           | 3:48     |  |
| 11. | «Loser's Salute»      | 3:57     |  |

## Personal
- Marshal Dutton - voz principal, guitarra acústica
- Joe Garvey - guitarra principal
- Mark King - guitarra rítmica, coros
- Mike Rodden - bajo eléctrico, coros
- Cody Hanson - batería